# Appello (ordinamento penale italiano)
L'appello, nel diritto penale italiano, noto anche come secondo grado [di giudizio], è l'istituto al quale si ricorre per appurare gli eventuali errori incorsi nel primo grado di giudizio.
Assolve dal punto di vista tecnico sia la funzione di querela nullitatis nei confronti di sentenze nulle e/o annullabili, sia di gravame di sentenze valide ma ingiuste in fatto e in diritto.

## Generalità
È previsto e disciplinato nel codice di procedura penale dagli artt. 593 e seguenti.
L'art. 593 c.p.p. prevede i seguenti casi di appello: 
2. Il pubblico ministero può appellare contro le sentenze di proscioglimento. L'imputato può appellare contro le sentenze di proscioglimento emesse al termine del dibattimento, salvo che si tratti di sentenze di assoluzione perché il fatto non sussiste o perché l'imputato non lo ha commesso.
3. Sono in ogni caso inappellabili le sentenze di condanna relative a contravvenzioni per le quali è stata applicata la sola pena dell'ammenda e le sentenze di proscioglimento relative a contravvenzioni punite con la sola pena dell'ammenda o con pena alternativa.»
(art.593 c.p.p.)
Questo articolo ha subito negli ultimi anni modifiche continue e turbolente, cambiando radicalmente dal 2006 al 2008 prima con l'opera legislativa della Legge Pecorella, poi con gli interventi pesanti della Corte costituzionale che l'hanno quasi interamente riportato alla forma originale.

## Competenze
L'art. 596 c.p.p. stabilisce regole per determinare quale giudice sia competente sull'appello proposto contro le sentenze di primo grado, prevedendo che:
2. Sull'appello proposto contro le sentenze della corte di assise decide la corte di assise di appello.
3. Salvo quanto previsto dall'articolo 428, sull'appello contro le sentenze pronunciate dal giudice per le indagini preliminari presso il tribunale, decidono, rispettivamente, la corte di appello, e la corte di assise di appello a seconda che si tratti di reato di competenza del tribunale o della corte di assise.»
Per quanto concerne le sentenze emesse dal giudice di pace, la competenza spetta al Tribunale ordinario in composizione monocratica.

## Termini
I termini per appellare sono quelli previsti dalle disposizioni generali delle impugnazioni all'art. 585. È previsto, come nel processo civile, l'appello incidentale, precisamente dalle disposizioni dell'art. 595:
2. L'appello incidentale è proposto, presentato e notificato a norma degli articoli 581, 582, 583 e 584.
3. L'appello incidentale del pubblico ministero produce gli effetti previsti dall'articolo 597 comma 2; esso tuttavia non ha effetti nei confronti del coimputato non appellante che non ha partecipato al giudizio di appello. Si osservano le disposizioni previste dall'articolo 587.
4. L'appello incidentale perde efficacia in caso di inammissibilità dell'appello principale o di rinuncia allo stesso.»
(art. 585 c.p.p.)
È interessante notare, anche dalle stesse disposizioni, una particolarità dell'appello incidentale in penale, in quanto per legge rende efficaci gli effetti previsti per l'impugnazione del PM, in particolare la possibilità di reformatio in peius vietata dall'ordinamento invece in caso di sola impugnazione dell'imputato (art. 597, comma 2 c.p.p.).

## Poteri del giudice
Questione controversa da sempre in dottrina e comunque delicata è quella relativa agli effettivi poteri di cognizione del giudice d'appello. Tali poteri sono definiti dall'art. 597. Il primo comma pone dei limiti concreti al potere cognitivo del giudice:
(Art. 597, comma 1 c.p.p.)
Questa disposizione è stata motivo di dibattito in passato sull'effettivo potere di cognizione del giudice; ci si chiedeva in particolare se il potere del giudice si esaurisse nei confini della domanda proposta dall'impugnante o se potesse superare la domanda stessa. È ormai opinione consolidata che in realtà il giudice abbia pieni poteri cognitivi come il giudice di primo grado, soltanto limitati ai capi o ai punti della sentenza impugnati, a prescindere poi da quanto chiesto nella domanda d'impugnazione. Il limite non è pertanto, come espressamente sancisce anche l'art. 597, relativo ai motivi d'impugnazione, ma precisamente ai punti o ai capi della sentenza di primo grado impugnati. Per il principio giuridico storico del tantum devolutum quantum appellatum, il giudice non potrà decidere su capi o punti della sentenza che non sono stati impugnati, ma per il resto ha pieni poteri cognitivi. Questo principio subisce poche ma inderogabili eccezioni: la non punibilità dell'imputato e i casi di nullità, dichiarabili in ogni stato e grado del processo (129 e 179 c.p.p.)
I poteri di cognizione del giudice d'appello non sono sempre uguali: differiscono, infatti, a seconda che l'impugnazione sia stata proposta dall'imputato (597, comma 3) o dal PM (597, comma 2), anche in caso di appello incidentale del secondo. Nel caso d'impugnazione del PM, il giudice non ha praticamente limiti se non quelli stabiliti dal comma 1:
a) se l'appello riguarda una sentenza di condanna, il giudice può, entro i limiti della competenza del giudice di primo grado, dare al fatto una definizione giuridica più grave, mutare la specie o aumentare la quantità della pena, revocare benefici, applicare, quando occorre, misure di sicurezza e adottare ogni altro provvedimento imposto o consentito dalla legge;
b) se l'appello riguarda una sentenza di proscioglimento, il giudice può pronunciare condanna ed emettere i provvedimenti indicati nella lettera a) ovvero prosciogliere per una causa diversa da quella enunciata nella sentenza appellata;
c) se conferma la sentenza di primo grado, il giudice può applicare, modificare o escludere, nei casi determinati dalla legge, le pene accessorie e le misure di sicurezza.»
(Art. 597, comma 2 c.p.p.)
Si pone invece più problematico l'appello proposto dall'imputato:
(Art. 597, comma 3 c.p.p.)
Tale principio è chiamato divieto di reformatio in peius.

## Dibattimento
Nel caso di procedimento camerale (per la determinazione della pena ad esempio) è previsto quanto stabilito dall'art. 599. È possibile anche optare per il patteggiamento dato che l'art. 598, con una norma di portata abbastanza generale, stabilisce che in grado di appello si osservano, in quanto applicabili, le disposizioni relative al giudizio di primo grado, salvo quanto previsto dagli articoli seguenti.
La fase dibattimentale e quella preparatoria sono disciplinate dagli artt. 601 e seguenti del c.p.p.
Dopo la notificazione dell'impugnazione, il presidente della sezione adita ordina la citazione dell'imputato appellante o di quello appellato qualora impugnante sia il PM. Il termine per la citazione deve essere non inferiore ai 20 giorni.
Da rilevare la rigorosità con cui l'articolo 601, comma 6 richiede la perfetta identificazione dell'imputato citato pena la nullità del decreto di citazione.
Il dibattimento si svolge sostanzialmente come quello di primo grado (ex art. 598 già citato). Dopo il controllo del Presidente o di un suo delegato sulla regolare costituzione delle parti, c'è una breve relazione dello stesso relativa all'iter procedimentale e processuale di primo grado, nonché sui motivi dell'impugnazione. 
Prima del 2008 dopo la fase iniziale di dibattimento potevano verificarsi tre situazioni. Nel primo caso entrambe le parti potevano essere d'accordo sull'esito sulla richiesta da effettuare al giudice: in questo caso il giudice poteva decidere immediatamente oppure disporre la prosecuzione del dibattimento. Questa possibilità era prevista dall'art. 602, comma 2, abrogato però dal decreto-legge 23 maggio 2008, n. 92.
Oggi si passa direttamente alla discussione: da rilevare che non c'è, salvo alcuni casi, una fase istruttoria ma solo dibattimentale in senso stretto. È possibile leggere e discutere atti derivati dal processo di primo grado. La rinnovazione delle prove o l'introduzione di nuove prove è prevista in casi eccezionali e tassativi, così delineati:
2. Se le nuove prove sono sopravvenute o scoperte dopo il giudizio di primo grado, il giudice dispone la rinnovazione dell'istruzione dibattimentale nei limiti previsti dall'articolo 495, comma 1.
3. La rinnovazione dell'istruzione dibattimentale è disposta di ufficio se il giudice la ritiene assolutamente necessaria.
4. Il giudice dispone, altresì, la rinnovazione dell'istruzione dibattimentale quando l'imputato, contumace in primo grado, ne fa richiesta e prova di non essere potuto comparire per caso fortuito o forza maggiore o per non avere avuto conoscenza del decreto di citazione, sempre che in tal caso il fatto non sia dovuto a sua colpa, ovvero, quando l'atto di citazione per il giudizio di primo grado è stato notificato mediante consegna al difensore nei casi previsti dagli articoli 159, 161, comma 4 e 169, non si sia sottratto volontariamente alla conoscenza degli atti del procedimento.
5. Il giudice provvede con ordinanza, nel contraddittorio delle parti.
6. Alla rinnovazione dell'istruzione dibattimentale, disposta a norma dei commi precedenti, si procede immediatamente. In caso di impossibilità, il dibattimento è sospeso per un termine non superiore a dieci giorni.»
(art. 603 c.p.p)
I casi, quindi, di riassunzione di prova sono previsti per nuove prove sopravvenute o conosciute successivamente al giudizio di primo grado, qualora allo stato degli atti il giudice ritenga di non poter decidere e in caso di contumacia dell'imputato in primo grado che non sia stata volontaria (causata quindi da forza maggiore o da errore nella notificazione, esclusi i casi di colpa imputabile).
Altre possibilità le offre l'art. 604 riguardante le nullità che il giudice d'appello deve rilevare riguardo al giudizio di primo grado e, se la nullità di un atto non permette la decisione in appello, può dichiarare la riassunzione probatoria.

## Profilo storico
L'appello era previsto già dai tempi del diritto romano: lo stesso Ulpiano riconosce la possibilità dell'appellandi usus contro sentenze affette da iniquitas vel imperitia.
Il diritto romano aveva la caratteristica che l'appello era basato su una scienza tecnica giuridica, salvo su decisioni discendenti dagli iudicia Dei, risolti in primo grado da esperimenti pratici come ordalie, duelli e prove di resistenza o coraggio: questi non potevano essere appellati, proprio perché derivati da presunte decisioni divine.